# ريهيتو ياماموتو
ريهيتو ياماموتو (باليابانية: 山本 理仁) (مواليد 12 ديسمبر 2001) هو لاعب كرة قدم ياباني.

## وصلات خارجية
- ريهيتو ياماموتو على موقع رابطة كرة القدم اليابانية للمحترفين (اليابانية)
- ريهيتو ياماموتو على موقع إي إس بي إن إف سي (الإنجليزية)
- ريهيتو ياماموتو على موقع قاعدة بيانات كرة القدم.إي يو (الإنجليزية)
- ريهيتو ياماموتو على موقع Soccerbase.com (لاعب) (الإنجليزية)
- ريهيتو ياماموتو على موقع Soccerway.com (الإنجليزية)
- ريهيتو ياماموتو على موقع عالم كرة القدم.نت (الإنجليزية)